# マリア・ドロールス・ガルシア・ラモン
マリア・ドロールス・ガルシア・ラモン（Maria Dolors García Ramón、1943年11月7日 - ）は、地理思想史を専門とするスペインの地理学者。バレンシア県ガンディア出身。農村地理学で多くの業績を残し、都市空間についても業績があり、さらにジェンダー地理学の分野の先駆的研究者とされる。彼女は、バルセロナ自治大学の名誉教授、欧州学士院会員であり、1988年から1996年まで国際地理学連合の「ジェンダーと地理学」研究グループの幹事であった。
2016年、彼女はヴォートラン・ルッド国際地理学賞を受賞し、また北京で開催された国際地理学会議で栄誉賞を贈られた